# Колонны покровительства
Коло́нны покрови́тельства (фр. Piliers de Tutelle) — руины античного здания конца II — начала III века, сохранявшиеся в городе Бордо (Франция) со времён галло-римской эпохи. Были снесены в феврале 1677 года при модернизации и расширении крепости Тромпетт. Находились примерно там, где в наше время расположены северная часть площади Комедии и главный портал Большого театра Бордо, напротив улицы Мотрек (rue Mautrec).

## Описание
Памятник представлял собой прямоугольный периметр длиной 30 и шириной 20 (22?) метров, состоящий из 24 коринфских колонн: 8 по длине и 6 по ширине. Колонны стояли на двойном стилобате на расстоянии 2,10 метра друг от друга (ритм пикностиля) и были 12 метров в высоту и 1,35 метра в диаметре. Стволы колонн были сложены из каменных, украшенных каннелюрами, барабанов длиной примерно 60 см. Капители поддерживали архитрав, на который, в свою очередь, опирался ярус аркад, устои которых были декорированы кариатидами. Скульптуры находились как снаружи, так и внутри периметра — всего их было 44 (24 снаружи и 20 внутри), высотой 3 метра каждая. Над головами кариатид антаблемент украшали рельефные вазы.
Общая высота сооружения составляла 26 метров. Со стороны города на стилобат высотой 3,3 метра вела лестница из 21 ступени; со стороны реки из-за особенности рельефа перепад высоты был более значительным. Под стилобатом находилась длинная сводчатая зала, которая во времена гуманиста Эли Вине (1509—1587), назвавшего в своих работах постройку «Храмом покровительства», ещё сохраняла свою античную отделку.
Исходя из габаритов сооружения, стены и крыша очевидно отсутствовали. Долгое время сооружение считались храмом, посвященным главной покровительнице города, — отсюда и его название. В то же время видимое отсутствие стен и крыши напоминало скорее о предназначении в качестве форума римского города Бурдигалы.

## История

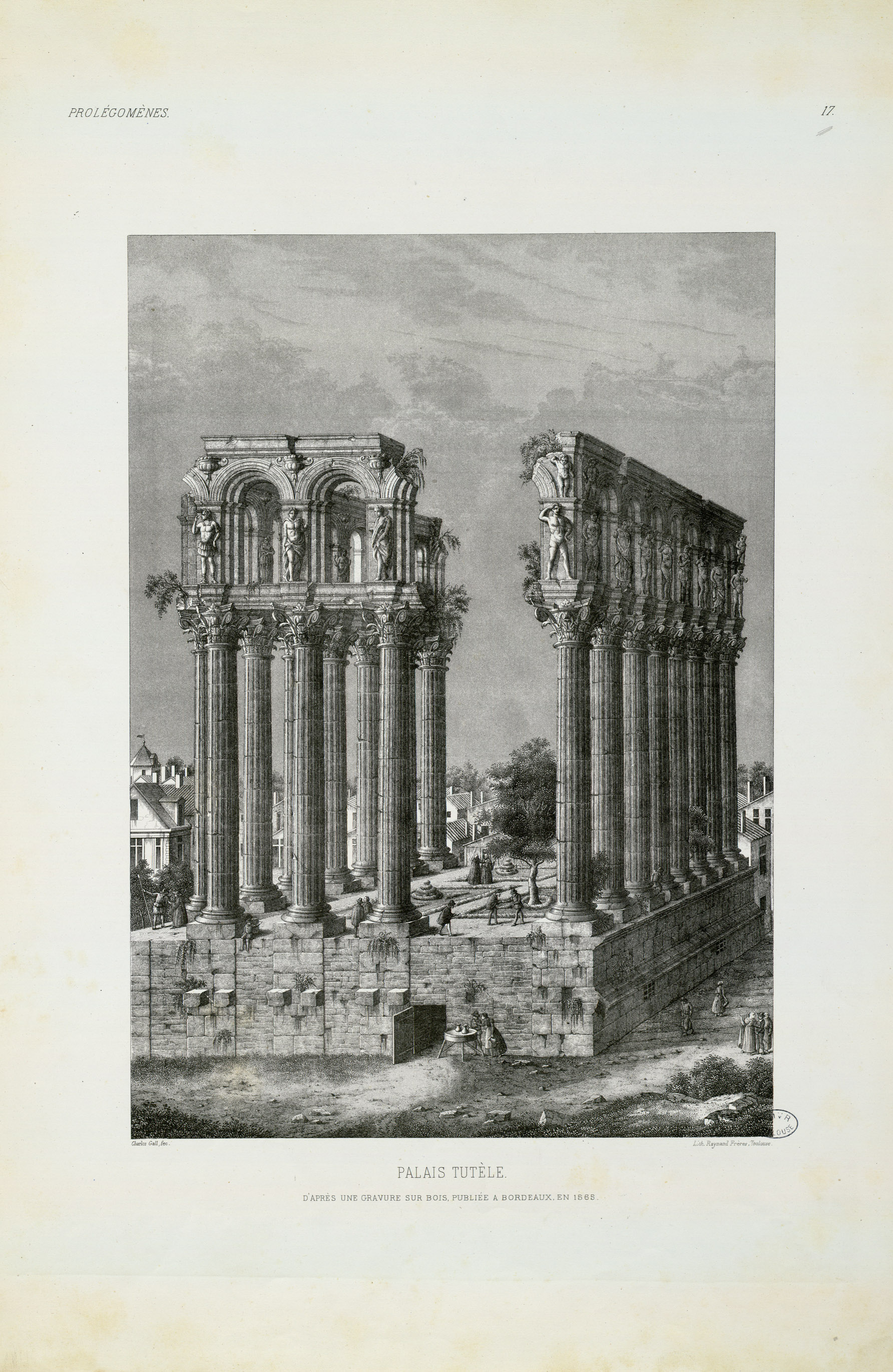
Александр Дюмег, гравюра начала XIX века с изображения 1565 года

Колоннада была сооружена в конце II — начале III веков, в период правления династии Северов — время финансового процветания империи, которым воспользовалось и галло-римское поселение Бурдигала. Постройка находилось в самой высокой точке города, с видом на реку Гаронну и её порт. Позднее (к 286 году) южнее неё был возведён каструм.
В середине IX века арабский географ Аль-Химьяри (Al Himyari) оставил описание этого памятника: «К северу от Бордо находится здание, которое можно увидеть издалека и которое покоится на высоких и толстых колоннах: это был дворец Тита».

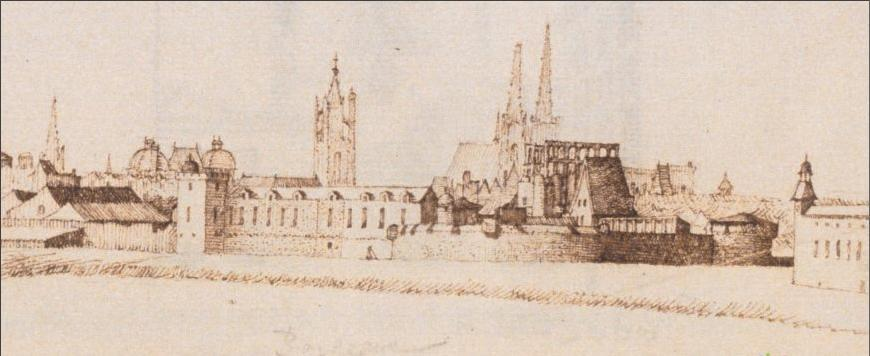
Херманн ван дер Хем. Панорама Бордо, ок. 1640 г. Слева направо: колокольня и башни собора Св. Андрея, под ними — Колонны покровительства.

Архитектор Клод Перро (1613—1688) во время своей поездки в Бордо в 1669 году зарисовал семнадцать уцелевших колонн этого памятника, указав, что он не был храмом или базиликой, поскольку там не удалось обнаружить ни единого признака христианства.
Гравюра, выполненная Пьером Лепотром по рисунку и плану Перро, была опубликована в 1684 году во 2-м издании его перевода «Десяти книг об архитектуре» Витрувия (Claude Perrault, Les dix livres d’architecture de Vitruve, 2ème édition, 1684.) — к тому моменту этих величественных руин в Бордо уже не существовало.
В 1659 году король Людовик XIV решил превратить средневековый замок Тромпетт в мощную современную цитадель. Кольбер поручил проект инженеру де Клервилю, строительные работы, проходившие в 1664—1675 годах, вёл архитектор Николя Пайен. Руины были уже в плохом состоянии, когда в феврале 1677 года был произведён их снос — колонны, по-видимому, мешали бы обзору при пушечной стрельбе. Оставшиеся фрагменты были закопаны в откосах крепости Тромпетт .
Незадолго до революции, в 1787 году, король продал крепость. В 1816—1818 годах, перейдя в городскую собственность, она была снесена ради устройства в центре города Площади Кенконс. В 1823 году в порту были найдены фрагменты, считающиеся деталями разрушенного памятника.